# Estación de Brazatortas-Veredas
Brazatortas-Veredas es una estación ferroviaria situada en el municipio español de Brazatortas en la provincia de Ciudad Real, comunidad autónoma de Castilla-La Mancha. Dispone de servicios de Media Distancia operados por Renfe. En 2020 tuvo un número de 443 usuarios.

## Situación ferroviaria
La estación se encuentra en el punto kilométrico 232,6 de la línea de ferrocarril de ancho ibérico Ciudad Real-Badajoz a 713,94 metros de altitud, entre las estaciones de Almadenejos-Almadén y Puertollano-Mercancías. El tramo es de vía única y está sin electrificar.

## Historia
La estación fue inaugurada el 28 de julio de 1865 con la apertura del tramo Puertollano-Veredas de la línea que buscaba unir Ciudad Real con Badajoz. El trazado se amplió el 29 de noviembre de 1865 con la continuación del tramo hasta Almorchón. La Compañía de los Caminos de Hierro de Ciudad Real a Badajoz fue la impulsora de la línea y su gestora hasta el 8 de abril de 1880 fecha en la cual fue absorbida por MZA. En 1941, la nacionalización del ferrocarril en España supuso la desaparición de MZA y su integración en la recién creada RENFE.
En esta estación hubo un importante movimiento de cabezas de ganado, especialmente ovino, al ser la estación más próxima al Valle de Alcudia, lugar habitual de invernada. En la década de los años 70 y 80 el tráfico era de entre 50.000 y 100.000 cabezas de ganado, que descendían de los conocidos como "trenes borregueros", junto con enseres de los ganaderos (colchones, sillas, armarios...) 
Desde el 31 de diciembre de 2004 Renfe Operadora explota la línea mientras que Adif es la titular de las instalaciones ferroviarias.

## La estación
Está situada a 2,4 km de Brazatortas y a 3 km de Veredas, si bien una barriada anexa surgió a raíz de la implantación del servicio ferroviario.
Consta de dos andenes laterales y uno central con un pequeño refugio. Al andén lateral del edificio de viajeros dan las dos vías pasantes LAV del nuevo acceso ferroviario a Andalucía, por lo que no es usado. El andén central da a la vía principal de ancho ibérico y el otro andén lateral conecta con la vía antes mencionada y una derivada usada en cruces de trenes. Existe otra vía derivada más sin acceso a andén.
En 2022, el Gobierno autorizó la supresión del bloqueo telefónico entre esta estación y la de Villanueva de la Serena.

## Servicios ferroviarios

### Media Distancia
Los trenes de Media Distancia operados por Renfe tienen como principales destinos las ciudades de Alcázar de San Juan, Ciudad Real, Puertollano, Mérida y Badajoz.
| Línea MD | Trenes          | Origen/Destino                              |  | Destino/Origen |
| -------- | --------------- | ------------------------------------------- |  | -------------- |
|          | Regional Exprés | Puertollano                                 |  | Mérida Badajoz |
|          | MD              | Alcázar de San Juan Ciudad Real Puertollano |  | Mérida Badajoz |